# Childerico de Aquitania
Childerico fue rey de Aquitania, hijo de Cariberto II. Aunque existen pocos datos sobre su reinado, se cree que fue asesinado, probablemente por su tío Dagoberto I.
Antiguamente se afirmaba que Childerico había sobrevivido y era el antecesor de los príncipes de Aquitania, de la familia de los Eudes, basándose en la carta de Alaon (documento falso del siglo XVII). Esta afirmación no es creíble y la familia de los Eudes no es descendiente de los merovingios como lo demuestran los nombres usados por sus miembros.
| Predecesor: Cariberto II | Rey de Aquitania 632 | Sucesor: Boggis |

- Datos: Q1259648